# 갑산파
갑산파(甲山派)는 조선민주주의인민공화국에 있던 정치 파벌이다. 갑산파의 명칭은 지명에서 따온 것으로, 보천보 전투가 일어났던 함경남도 갑산군의 명칭에서 비롯된 것이다. 갑산군의 국경지대는 1942년에 혜산군으로 분군되었고, 갑산파가 주로 활동한 곳은 만주 장백현 및 갑산군의 혜산, 운흥, 보천 지역으로 1942년에 혜산군으로 분군된 곳에서 활동이 많았다. 이들은 1930년대부터 활동해왔기에 자연스레 갑산파라는 명칭이 붙었다. 현재 량강도에 속해 있다. 

## 개요
이들은 김일성을 중심으로 한 항일무장투쟁 세력으로서 광복 이후 남조선파, 소련파, 연안파 등 다른 계파를 차례로 몰아내고, 조선민주주의인민공화국의 정권을 장악했다. 해방 후 1950년대까지의 권력 투쟁을 논할 때는 유격대파, '김일성파'와 같은 개념으로 쓰인다.
그러나, 김일성에게서 김정일로 권력이 이양되기 전 후계 구도 확립 문제 및 경제 정책에 대한 관점 차이로 인해 1967년 기존 권력층의 일부가 숙청되는데, 이때 실각한 박금철, 리효순, 김도만, 허석선 등만을 따로 묶어 '갑산파'로 부르기도 한다. 이런 의미로 사용될 때에는 1930년대 조국광복회 사건, 일명 '혜산 사건' 때 국내에서 거점으로 활동한 항일무장조직 출신으로서 김일성과 손을 잡아 집권했으나 경제적 수정주의를 내세우다가 이 무렵 숙청 당한 사람들을 가리키며, '유격대파', '김일성파', '만주파', '88여단파' 등 김일성의 친위그룹에 대비되는 개념이다.
이들은 김일성 유일사상이 만연하기 전에 실학과 같은 민족전통의 혁명사상에 대해 관심을 가지고 있었는데, 1967년 조선로동당 4기 15차 전원회의에서 당간부들에게 목민심서를 읽게하고 실학에 대해 높게 평가하는 등 부르주아 사상과 수정주의, 봉건유교 사상을 퍼뜨렸다고 비난을 받고 숙청당했다. 갑산파를 숙청한 김일성은 이듬해인 1968년 자기의 생일을 국가 명절로 지정하는 등 개인 우상화에 박차를 가했고, 황장엽 등을 동원해 김일성 유일사상인 주체사상을 체계화하여 '1당 독재 제체'를 '1인 세습 독재 체제'로 전환하였다. 이로써 조선민주주의인민공화국에서는 '1인 독재'나 '개인 우상화'을 공식적으로 견제할 수 있는 세력이 완전히 제거되었고, 김정일 후계체제가 강화되었다.
오늘날 조선민주주의인민공화국에서는 갑산파라는 명칭을 사용하지 않고 박금철 등 처형당한 인물들을 '반당반혁명종파분자'로 부르고 있으며, 조국광복회 조직과 혜산 사건을 서술할 때도 당시 체포되어 사형당한 리제순(이효순의 동생)이나 옥중 고문으로 건강을 잃은 박달 등 해방 후 북한 건국에 참여하지 못한 사람들의 역할을 강조하고 있다.

## 인물
- 박금철
- 리효순
- 김도만
- 허석선

## 같이 보기
- 유격대파
- 소련파
- 연안파
- 남조선로동당파

## 참고자료
- 이종석 (1997). 《조선로동당연구》. 서울: 역사비평사. ISBN 9788976961068.